# Formación Toqui
La formación Toqui es una formación geológica en la Región de Aysén, en el sur de Chile. Se ha fechado en la etapa titoniense del Jurásico Superior mediante la datación de circones con uranio-plomo, lo que proporciona una edad de 147 ± 0,1 Ma. Consiste en una secuencia de areniscas y conglomerados sedimentarios clásticos intercalados con tobas volcánicas e ignimbrita. De la formación se conocen los dinosaurios Chilesaurus y diplodócidos indeterminados, y el mesoeucrocodiliano Burkesuchus. La formación se depositó en un ambiente fluviodeltaico.
Su localidad tipo es la Mina El Toqui, en el sector llamado Alto Mañihuales.

## Paleobiota de la formación Toqui
| Género                 | Especies            | Material                                  | Notas         | Imágenes |
| ---------------------- | ------------------- | ----------------------------------------- | ------------- | -------- |
| Burkesuchus            | B. mallingrandensis | "Cráneo fragmentado y poscráneo parcial". | Un neosuquio. |          |
| Crocodylomorpha indet. | Indeterminado       | "Poscráneo parcial".                      | Un neosuquio. |          |

### Dinosaurios
| Género                     | Especies        | Material                                            | Notas                                   | Imágenes |
| -------------------------- | --------------- | --------------------------------------------------- | --------------------------------------- | -------- |
| Chilesaurio                | C. diegosuarezi | "Cráneo con y esqueletos de múltiples especímenes". | Un dinosaurio con afinidades inciertas. |          |
| Diplodocidae int.          | Indeterminado   | "Centro cervical".                                  | Un diplodócido .                        |          |
| Diplodocinae indet.        | Indeterminado   | "Vértebra caudal parcial".                          | Una diplodocina .                       |          |
| Saurópodos indet.          | Indeterminado   | "Vértebra dorsal parcial".                          | Un saurópodo .                          |          |
| Saurópodos indet.          | Indeterminado   | "Dos vértebras caudales centrales".                 | Un saurópodo .                          |          |
| Saurópodos indet.          | Indeterminado   | "Placa esternal parcial".                           | Un saurópodo .                          |          |
| Titanosauriformes ? indet. | Indeterminado   | "Extremo inferior del fémur izquierdo".             | Un titanosauriforme .                   |          |
| Titanosauriformes ? indet. | Indeterminado   | "Extremo inferior de la tibia derecha".             | Un titanosauriforme .                   |          |